# Zygodon fruticola
Zygodon fruticola är en bladmossart som beskrevs av Robert Statham Williams 1903. Zygodon fruticola ingår i släktet ärgmossor, och familjen Orthotrichaceae. Inga underarter finns listade i Catalogue of Life.